# Morgana (Orlando furioso)
Morgana è una fata cattiva, che appare come personaggio dell'Orlando innamorato di Matteo Maria Boiardo e dell'Orlando furioso di Ludovico Ariosto. La sua figura, così come quella di sua sorella Alcina, altra fata malvagia, viene ripresa nell'opera Alcina di Georg Friedrich Händel.

## Il personaggio

### Morgana nell'opera di Ariosto
Nell’Orlando furioso si scopre che Morgana è sorella di Alcina. Astolfo, trasformato in mirto da quest'ultima, ne parla con Ruggero, il quale è stato trasportato in volo dall'ippogrifo in un'isola meravigliosa oltre le Colonne d'Ercole. L'isola, spiega Astolfo, è abitata da tre fate sorelle, Logistilla, di indole buona e saggia, mentre Alcina e Morgana sono pericolose perché fanno un uso malvagio delle loro arti magiche; in particolare irretiscono i giovani che lì approdano per poi tramutarli in animali o in piante. Per raggiungere il territorio di Logistilla, Ruggero dovrà superare ostacoli e insidie tese dalle altre due fate.
Morgana ricompare nel canto XLIII. 
Morgana è presente anche nei Cinque Canti, dove con Alcina tenta la vendetta contro Astolfo e gli altri cavalieri cristiani.